# Jusuf Muhammad Harbi Sabit
Jusuf Muhammad Harbi Sabit (arab. يوسف محمد حربي ثابت ;ur. 2 lutego 1999) – egipski zapaśnik walczący w stylu klasycznym. Brązowy medalista mistrzostw Afryki w 2020. Triumfator mistrzostw arabskich w 2018 i 2019. Trzeci na mistrzostwach Afryki juniorów w 2016 roku.